# Prototskiye
Prototskiye (del ruso: Протоцкие) es un jútor del raión de Krasnoarméiskaya, en el sur de Rusia. Está situado en el delta del Kubán, en la orilla derecha de su distributario Protoka, 21 km al norte de Poltávskaya y 91 al noroeste de Krasnodar, la capital del krai. Tenía 1 507 habitantes en 2010
Pertenece al municipio Cheburgolskoye.